# 스타 패밀리 송
《스타 패밀리 송》은 대한민국의 채널A의 전 예능 프로그램이다. 스타 가족의 희노애락과 가족에 대한 사랑을 이야기하며 노래를 부르고, 노래를 들으면서 맺힌 사연과 진정한 감동을 풀어내는 신개념 뮤직 토크 쇼로서 1970~90년대 최고의 전성기를 누린 추억의 스타와 그들의 가족이 불후의 명곡을 부르고, 스타 가족의 사연을 소개하는 뮤직 토크 콘서트다.

## 방송 시간
- 2013년 10월 : 매주 수요일 저녁 10시 55분 (4회분, 파일럿)
- 2014년 1월 18일 ~ 2014년 3월 8일 : 매주 토요일 저녁 10시 55분